# Giovan Battista Foppa
Giovan Battista Foppa (Bergamo, 1603 – Benevento, 18 dicembre 1673) è stato un arcivescovo cattolico italiano.

## Biografia
Appartenente alla Confederazione dell'oratorio di San Filippo Neri, fu eletto arcivescovo di Benevento da papa Urbano VIII il 18 maggio 1643.
Grazie a lui si effettuarono dei lavori presso la basilica di San Bartolomeo, organizzò i sinodi annuali, pubblicando il resoconto di uno di essi nel 1648.
Fra i suoi interventi più notevoli celebrò il concilio provinciale nel maggio 1656; dopo 30 anni di attività morì alla età di 70 anni, nel 1673 e fu seppellito nell'allora basilica di san Bartolomeo.

## Genealogia episcopale
La genealogia episcopale è:
- Cardinale Guillaume d'Estouteville, O.S.B.Clun.
- Papa Sisto IV
- Papa Giulio II
- Cardinale Raffaele Riario
- Papa Leone X
- Papa Paolo III
- Cardinale Francesco Pisani
- Cardinale Alfonso Gesualdo
- Papa Clemente VIII
- Cardinale Pietro Aldobrandini
- Cardinale Laudivio Zacchia
- Cardinale Antonio Barberini, O.F.M.Cap.
- Cardinale Vincenzo Maculani, O.P.
- Arcivescovo Giovan Battista Foppa, C.O.